# Neuguinea- und Queensland-Ringbeutler
Die Neuguinea- und Queensland-Ringbeutler (Pseudochirulus) sind eine Beutelsäugergattung aus der Familie der Ringbeutler (Pseudocheiridae). Die acht Arten dieser Gattung sind eng mit dem Gewöhnlichen Ringbeutler verwandt und werden manchmal in dessen Gattung, Pseudocheirus, eingeordnet.
Diese Tiere haben ein dichtes, wolliges Fell, das meist grau, braun oder schwarz gefärbt ist. Die Unterseite ist meist heller, oft ganz weiß, einige Arten haben zusätzlich Gesichts- oder Rückenstreifen. Der lange Schwanz ist dünn behaart, der hintere Teil der Unterseite ist haarlos, er kann als Greifschwanz verwendet werden. Wie die meisten Ringbeutler sind sie durch den kleinen Kopf mit den kurzen Ohren und durch spezielle Vorderpfoten charakterisiert, bei denen die ersten zwei Finger opponierbar sind. Diese Tiere erreichen Kopfrumpflängen von 17 bis 36 Zentimeter, ihr Schwanz ist 15 bis 39 Zentimeter lang und ihr Gewicht beträgt 100 bis 1500 Gramm.
Wie der Name schon andeutet, leben die Tiere in Neuguinea (6 Arten) und im nördlichen Queensland (2 Arten). Ihr Lebensraum sind Wälder, in erster Linie Regenwälder, wo sie nahezu ihr ganzes Leben auf den Bäumen verbringen. Sie sind nachtaktiv und schlafen tagsüber in Blätternestern oder Baumstämmen. Ihre Nahrung besteht vorwiegend aus Blättern, möglicherweise nehmen sie auch Früchte zu sich. Vermutlich leben sie einzelgängerisch.
Über die Fortpflanzung ist wenig bekannt; die Weibchen haben zwei funktionale Zitzen im Beutel. Die ein oder zwei Jungtiere verbringen die ersten Lebensmonate im Beutel der Mutter und bleiben anschließend in deren Blätternest, bevor sie selbständig werden.
Die Zerstörung ihres Lebensraumes zählt zu den Hauptbedrohungen dieser Tiere; für viele Arten gibt es jedoch keine genauen Daten.
Es werden acht Arten unterschieden:
- Der Hundsringbeutler (Pseudochirulus canescens) ist in tiefergelegenen Regionen Neuguineas verbreitet.
- Der Buntschwanz-Ringbeutler (Pseudochirulus caroli) ist im mittleren Teil Neuguineas beheimatet.
- Der Graue Ringbeutler (Pseudochirulus cinereus) ist nördlichen Queensland in einem kleinen Gebiet südöstlich der Kap-York-Halbinsel beheimatet.
- Forbes’ Ringbeutler (Pseudochirulus forbesi) kommt im Osten von Neuguinea vor.
- Der Herbert-River-Ringbeutler (Pseudochirulus herbertensis) kommt im nördlichen Queensland südlich des Verbreitungsgebietes des Grauen Ringbeutlers vor.
- Der Masken-Ringbeutler (Pseudochirulus larvatus) kommt in Neuguinea vor.
- Der Zwerg-Ringbeutler (Pseudochirulus mayeri) bewohnt das Zentralgebirge Neuguineas. Sie zählt zu den kleineren Arten.
- Schlegels Ringbeutler (Pseudochirulus schlegeli) ist von acht Exemplaren von der Westspitze Neuguineas bekannt.